# 齊氏裸臂躄魚
齊氏裸臂躄魚，為輻鰭魚綱鮟鱇目躄魚亞目臂鈎躄魚科的其中一種，分布於澳洲塔斯馬尼亞島東部及南部海域，棲息深度10-20公尺，體長可達11.7公分，棲息在底層水域，生活習性不明。

## 扩展阅读
維基物種上的相關：齊氏裸臂躄魚